# Ricard Coll i Serra
Ricard Coll i Serra (Palafolls, 1878-1965) fou un pintor català de finals del segle xix i principis del XX, que va exercir com a professor a diverses acadèmies de Barcelona.
Va néixer a les darreries del segle xix a can Serra, casa pairal situada a la baronia de Palafolls, comarca de la Selva. Com l'administració del patrimoni quedà a càrrec del seu germà gran, l'hereu, ell i els altres germans varen haver d'escollir mitjans de vida adients a les seves vocacions. Ricard era bon pintor i dibuixant i marxà a Barcelona decidit a triomfar i fer-se un nom, però ràpidament es desenganyà i acceptà la proposta de donar classes. Fou mestre de gramàtica, geometria i dibuix lineal, història de Catalunya i dibuix artístic, assignatura amb la que se sentí molt compenetrat Al llarg de la seva carrera docent va donar classes a les següents escoles de Badalona i Barcelona: Escola Lliure Provincial d'Arts i Oficis 1909-1916); Escola Antich (1926-1932); Escola Catalana (1932-1939); Escola Cultural (1939-1943); Escola Professional de la Unió Industrial (1909-1916); Escola Blanquerna (1925-1939); Col·legi Màxim de Sant Ignasi (1927-1931);; Acadèmia Raimon Llull (1931-1932) i 1939-1040); Col·legi del Sagrat Cor de Jesús (1939-1942); Col·legi Cardoner (1940) i Col·legi Nelly (1947).

## Fons personal
El seu fons personal es conserva a l'Arxiu Nacional de Catalunya. Ricard Coll va saber utilitzar la fotografia com un mitjà aplicat al coneixement del medi, del país i dels diferents estils arquitectònics que posteriorment utilitzà per a dibuixar, tot establint models i exemples per a les seves lliçons. Així el producte de les seves visites i excursions per Catalunya li va permetre crear un conjunt de material fotogràfic que classificà per temàtica en grans blocs (arquitectura, escultura, paisatge i vistes, pobles i carrers), i on es recullen imatges anteriors a la guerra civil espanyola, d'alguns conjunts arquitectònics i escultòrics molt importants pel patrimoni català.